# 金山快译
金山快译，最初是金山词霸的附属功能，2000年起，成为独立的金山快译2000。是一个翻译软件，可以进行全文翻译或对用户界面、网页等进行即时翻译。英文名称为FastAIT，意为高速人工智能翻译。
金山词霸和快译两个软件在中国大陆曾有着较高的市场占有率。
2008年11月18日，金山快译2009版发布。2010年3月，金山快译個人免費版1.0发布。

## 各个版本
- 1999年10月23日，金山快译2000发布
- 金山快译2001
- 2001年9月18日，金山快译2002
- 金山快译2003
- 金山快译2005专业版
- 金山快译2006专业版
- 金山快译2007专业版
- 2008年11月18日，金山快译2009专业版发布
- 2010年3月，金山快译个人免费版1.0发布。